# Смокотин, Прокопий Макарович
Прокопий Макарович Смокотин (1922 — 09.11.1978) — механик-водитель самоходной артиллерийской установки СУ-76 1902-го самоходно-артиллерийского Кременчугского Краснознамённого, орденов Суворова и Кутузова полка (48-я армия, 2-й Белорусский фронт) гвардии старший сержант, участник Великой Отечественной войны, кавалер ордена Славы трёх степеней.

## Биография
Родился в 1922 году в селе Нижняя Ненинка, ныне Солтонского района Алтайского края в семье крестьянина. Русский. Окончил 8 классов. Работал трактористом в колхозе «Колос». С марта 1940 года жил в городе Таштагол Новосибирской (ныне — Кемеровской) области. Работал на руднике электромонтёром.
В марте 1941 года был призван в Красную Армию. С декабря 1941 году участвовал в боях с захватчиками. Воевал на Западном и 2-м Белорусском фронтах. Боевой путь начал миномётчиком в десантном полку. В июле 1942 года был тяжело ранен. Затем, как бывший тракторист, прошёл подготовку в учебной танковой части и получил назначение в танковую бригаду. Член ВКП(б)/КПСС с 1943 года.
Вернулся на фронт сержантом, командиром танка Т-60 94-й танковой бригады. В мартовских боях 1943 года в Спас-Деменском районе Смоленской области заслужил первую боевую награду — медаль «За отвагу». В бою 31 марта огнём и гусеницами своего танка уничтожил 18 солдат и офицеров противника, пулемёт и три огневые точки. Благодаря умелому маневрированию сумел вывести танк из-под огня противника и продолжил выполнять боевую задачу.
7 августа 1943 года войска Западного и Калининского фронтов начали Смоленскую наступательную операцию, целью которой были разгром левого крыла немецкой группы армий «Центр» и освобождение Смоленска. В этих боях гвардии старший сержант Смокотин сражался в рядах 23-й гвардейской танковой бригады, также был командиром танка Т-60.
29 августа в бою на станции Коробец (Ельнинский район Смоленской области) гвардии старший сержант Смокотин, умело маневрирую под огнём противника, огнём и гусеницами своего танка уничтожил миномёт, пулемёт и свыше отделения немецких солдат. Преследуя отступающего противника в районе деревни Кувшины пулемёт и до взвода пехоты. Через три дня был освобождён город Ельня, бригада получила почётное наименование «Ельнинская».
17 сентября в бою за деревню Буда Старая (Глинковский район Смоленская область), действуя дерзки смело, уничтожил орудие противотанковой артиллерии и автомашину с боеприпасами. При отражении контратаки, ворвался в боевые порядки противника, уничтожил пулемёт и свыше взвода немецкой пехоты. За эти бои награждён орденом Красной Звезды.
В ноябре 1943 года был тяжело ранен. Лечился в госпитале в Москве. В начале 1944 года вернулся на фронт. Боевой путь продолжил механиком-водителем самоходной артиллерийской установки СУ-76 722-го гвардейского самоходно-артиллерийского полка. Летом 1944 года в составе полка участвовал в боях за освобождение Белоруссии и Польши.
6 — 15 августа 1944 года в боях в районе города Замбрув (Подляское воеводство, Польша), гвардии старший сержант Смокотин умело маневрируя под огнём противника, дал возможность экипажу уничтожить два вражеских пулемёта и несколько автоматчиков, мешавших продвижению нашей пехоты. В одном из боёв вырвался впереди боевых порядков наступающей пехоты уничтожил миномётный расчёт, мешавших продвижении стрелков.
Приказом по войскам 53-го стрелкового корпуса (№ 88/н) от 21 августа 1944 года старший сержант Смокотин Прокопий Макарович награждён орденом Славы 3-й степени.
В дальнейших боях сражался уже в рядах 1902-го самоходно-артиллерийского Кременчугского Краснознамённого, орденов Суворова и Кутузова полка 49-й армии.
15 сентября 1944 года в бою в районе населённого пункта Монтвица (50 км южнее города Стависки, Подляское воеводство, Польша) гвардии старший сержант Смокотин, после того как у экипажа кончились снаряды, гусеницами своей боевой машины раздавил два пулемёта и до 15 вражеских солдат. Всего в том бою экипаж самоходки уничтожил 2 пушки, 3 пулемёта, миномёт и св. отделения солдат противника.
Приказом по войскам 49-й армии (№ 131) от 13 октября 1944 года старший сержант Смокотин Прокопий Макарович награждён орденом Славы 2-й степени.
14 января 1945 года при прорыве обороны противника в районе населённого пункта Помаски (30 км западнее села Длугоседло, Мазовецкое воеводство, Польша) гвардии старший сержант Смокотин в составе экипажа уничтожил 5 пулемётов с расчётами, из них два гусеницами своей машины, и свыше 15 гитлеровцев. Гранатами, брошенными из машины, лично истребил ещё несколько солдат противника. За этот бой был представлен к награждению орденом Славы 1-й степени.
В одном из следующих боёв был тяжело ранен, снаряд разорвался под сидением механика-водителя — были сильно повреждены ноги. В госпитале узнал о высокой награде.
Указом Президиума Верховного Совета СССР от 24 марта 1945 года гвардии старший сержант Смокотин Прокопий Макарович награждён орденом Славы 1-й степени. Стал полным кавалером ордена Славы.
Домой, в город Таштагол, вернулся в сопровождении медсестры, инвалидом. С 1946 года работал судебным исполнителем Таштагольского городского суда. В 1969 году переехал в город Новокузнецк. Продолжал работать старшим судебным исполнителем Заводского районного народного суда города Новокузнецк. Все годы напоминали о себе фронтовые раны. Скончался 9 ноября 1978 года.

## Награды
- Орден Красной Звезды (20.09.1943)[4]
- Полный кавалер ордена Славы:
  - орден Славы I степени (24.03.1945)[5];
  - орден Славы II степени (13.10.1944)[6];
  - орден Славы III степени (21.08.1944)[7];
- медали, в том числе:
  - «За отвагу» (15.07.1945)[8]
  - «В ознаменование 100-летия со дня рождения Владимира Ильича Ленина» (6 апреля 1970)
  - «За победу над Германией в Великой Отечественной войне 1941—1945 гг.» (9 мая 1945[9])[10]
  - «20 лет Победы в Великой Отечественной войне 1941—1945 гг.» (7 мая 1965[11])
  - «30 лет Победы в Великой Отечественной войне 1941—1945 гг.»[12]

- - «30 лет Советской Армии и Флота»[13]
  - «40 лет Вооружённых Сил СССР»[14]
  - «50 лет Вооружённых Сил СССР» (26 декабря 1967[15])
- Знак «25 лет победы в Великой Отечественной войне» (1970)

## Память
- На могиле установлен надгробный памятник
- Его имя увековечено в Главном Храме Вооружённых сил России, и навсегда запечатлено на мемориале «Дорога памяти»
- В 2011 году в городе Таштагол бывшему работнику Таштагольского городского суда П. М. Смокотину установлена мемориальная доска.